# La Boom
La Boom ist eine Hamburger Dub-Band. Sie besteht aus Jan Delay (von den Beginnern) und Tropf, dem Produzenten von Samy Deluxe und Das Bo. La Boom begann 1998 auf dem Hamburger Eimsbush-Label erste Tapes zu veröffentlichen. Nachdem diese ungewöhnlich hohe Verkaufszahlen hatten, folgte 2002 die CD Atarihuana. Auf der CD finden sich  ausschließlich Instrumentalstücke mit einer weiten Auswahl an Samples, vor allem aus dem Bereich des Schlagers. Der Musikstil lässt am ehesten an andere Hip-Hop-inspirierte Bands wie Massive Attack erinnern.

## Diskografie
- 1998: La Boom Tape (Eimsbush Entertainment)
- 2002: Cheers (12", Eimsbush Entertainment)
- 2002: ’Cause I Need Some Boom (12", Eimsbush Entertainment)
- 2002: Atarihuana (Eimsbush Entertainment)